# 公孙楚
公孙楚（？—？），姬姓，游氏，名楚，字子南，又称游楚，是郑穆公的孙子，公子偃的儿子，子蟜的弟弟，郑国下大夫。

## 争妻
郑国徐吾犯的妹妹很漂亮，公孙楚已经和她订了婚，子晳又硬派人送去聘礼。徐吾犯害怕，把这事告诉子产。子产说：“这是国家政事混乱，不是您的忧患。她愿意嫁给谁就嫁给谁。”徐吾犯请求公孙楚和子晳让自己的妹妹自行选择，他们都答应了。子晳打扮得非常华丽前去徐吾犯家中，陈设财礼然后出去了。公孙楚穿着军服进来，左右开弓，一跃登车而去。徐吾犯的妹妹在房间内观看他们，说：“子晳确实是很美，不过公孙楚是个真正的男子汉。丈夫要像丈夫，妻子要像妻子，这就是所谓顺。”她便嫁给了公孙楚。子晳发怒，不久以后就把皮甲穿在外衣里而去见公孙楚，想要杀死他而占取他的妻子。公孙楚知道子晳的企图，拿了戈追赶他，追到交叉路口，用戈敲击子晳。子晳受伤回去，告诉大夫说：“我很友好地去见他，不知道他有别的想法，所以受了伤。”

## 定罪
大夫们都议论这件事，子产说：“各有理由，年幼地位低的有罪，罪在于公孙楚。”于是就抓住公孙楚而列举他的罪状，说：“国家的大节有五条，你都触犯了。惧怕国君的威严，听从他的政令，尊重贵人，事奉长者，奉养亲属，这五条是用来治理国家的。现在国君在国都里，你动用武器，这是不惧怕威严。触犯国家的法纪，这是不听从政令。子晳是上大夫，你是下大夫，而又不肯在他下面，这是不尊重贵人。年纪小而不恭敬，这是不事奉长者。用武器对付堂兄，这是不奉养亲属。国君说：‘我不忍杀你，赦免你让你到远方。’尽你的力量，快走吧，不要加重你的罪行！”

## 放逐
前541年五月初二，郑国把公孙楚放逐到吴国。准备让公孙楚起程的时候，子产征求游氏宗主子太叔的意见。子太叔说：“我不能保护自身，哪里能保护一族？他的事情属于国家政治，不是私家的危难。您为郑国打算，有利国家就去办，又有什么疑惑呢？周公杀死管叔，放逐了蔡叔，难道不爱他们？这是为巩固王室。我如果犯罪，您也要执行惩罚，何必顾虑游氏诸人？”